# Louis Barot
Pour les articles homonymes, voir Barot.
Louis Joseph Barot, né le 5 mars 1873 à Limoges et mort le 21 octobre 1951 à Angers, est un médecin, écrivain et maire d'Angers. 

## Biographie
Louis Barot fut médecin-major de la marine militaire. Il participa de 1899 à 1904, comme médecin militaire lors de séjours coloniaux au Sénégal, au Soudan français et en Côte d’Ivoire.
En 1901, il devient médecin de la maison de bienfaisance d’Angers.
En 1906, lors de l'exposition nationale d'Angers, il supervise le village sénégalais présenté au public.
En 1909, Louis Barot prononce un discours à la mémoire du libre-penseur et pédagogue libertaire Francisco Ferrer qui vient d'être fusiller par les autorités espagnoles. Louis Barot est franc-maçon, au côté de Ludovic Ménard, dans une loge du Droit Humain à Angers.
En 1912, il est élu maire d’Angers à la tête d'une équipe Radical-socialiste le 19 mai 1912. Il a pour maire adjoint Victor Bernier, futur maire d’Angers. Louis Barot est mobilisé le 11 août 1914 au tout début de la Première Guerre mondiale pour rejoindre le front. Il est remplacé par un maire par intérim Alphonse Blanc qui abandonne la fonction le 4 mai 1917. Ce dernier est aussitôt remplacé par Victor Bernier qui assumera l'intérim jusqu'au 30 novembre 1919 où il sera élu officiellement maire d'Angers. 
En 1922, les édiles angevins et le syndicat d'initiative de l'Anjou décident d'organiser une foire-exposition comme celles existantes déjà à Paris et Lyon. 
En 1923, Le 26 octobre, a lieu une assemblée générale à l’hôtel-de-ville d’Angers par le comité d’organisation provisoire chargé d’organiser, sur les modèles des foires exposition de Paris et Lyon, la première foire-exposition d’Angers. Louis Barot est chargé de la commission coloniale.
En 1924, Louis Barot accompagné du poète angevin Marc Leclerc, participent à une tournée de réunions publiques et de conférences en Anjou sur le projet de première foire-exposition d’Angers. La première foire-expo d'Angers aura lieu du 19 au 30 juin 1924.

## Écrivain
Louis Barot est l'auteur, avec la collaboration de son épouse Mathilde Jagot, de romans et de pièces de théâtre. Il rédige également ses observations sur son activité de médecin militaire en Afrique coloniale. Par ses écrits, il souhaite que les Français n'ait plus de préjugés sur les Africains. Ses écrits ne semblent pas conformes à la propagande coloniale et sa carrière militaire prend fin.
Ses écrits ainsi qu'un certain nombre de documents personnels sont conservés dans un fonds Louis Barot, aux archives départementales de Maine-et-Loire.